# Christian Fatton
Pour les articles homonymes, voir Fatton.
Christian Fatton est un ultra-marathonien suisse, spécialisé dans les courses d'ultra-endurance sur route et en montagne. En 1987, il termine troisième de la Course de l'Espoir derrière le recordman absolu Timoty Lekunze. Vainqueur à deux reprises des 48 heures de Royan, il possède la meilleure performance suisse sur les courses de 48 heures et de 6 jours.
En 2023, il compte à son actif plus de 240 courses d'ultra-marathon et comptabilise plus de 40 000 km de distance parcourus en compétition. Il est marié à Julia Fatton, ultra marathonienne allemano-suisse.

## Biographie

### Enfance, éducation et débuts
Christian Fatton est né à Neuchâtel le 24 novembre 1959. Il pratique à ses débuts le ski de fond, le vélo et la course à pied en compétition, où il connaît un niveau régional pour les deux premières disciplines et un niveau international notamment dans les courses de côte ou en montagne.

### Carrière
Durant ses année junior, Christian Fatton obtient le titre de champion d'Europe junior des courses de montagne CIME et décroche deux victoires en junior à la course Sierre-Zinal en 1977 et 1978.
En 1987, il termine troisième et premier concurrent blanc sur l'Ascension du Mont Cameroun,,.
À partir de 2006, il se spécialise dans les courses d'ultra-marathon aussi bien dans les courses sur route qu'en montagne.
En 2007, il termine l'ultramarathon de Badwater dans la vallée de la Mort et ses 6 000 mètres de dénivelé.
Il remporte les deux premières éditions des 48 heures de Royan en 2008 et 2010.
En 2010, aux 6 jours d'Antibes, il parcourt 842,254 km, réalisant le nouveau record de Suisse sur ce format. La même année, à Royan, il améliore son propre record de Suisse sur 48 heures en parcourant 378,464 km.

## Records personnels
Statistiques de Christian Fatton d'après la Deutsche Ultramarathon-Vereinigung (DUV) :
- Marathon : 2 h 31 min 41 s au Marathon de Zürich en 1987[11]
- 100 km route : 7 h 38 min 41 s aux 100 km de Saint Vit en 2000
- 12 heures route : 136,615 km aux 12 h Self Transcendance de Bâle en 2008
- 24 heures route : 248,965 km aux Championnats du Monde à Séoul en 2008
- 48 heures route : 378,464 km aux 48 heures de Royan en 2010
- 6 jours route : 842,254 km aux 6 jours d'Antibes en 2010

## Ouvrages
Il est auteur de plusieurs livres, publiés chez l'éditeur Jacques Flament, :
- La rage de courir[14] (2013)
- Les états d'âme d'un coureur poète[15] (2014)
- Ultra running man[16] (2016)
- Courir à perdre la raison[17] (2018)
- Âpre est le marathon, satire de partout[18] (2020)